# Ignaz Mayer (Unternehmer)

Um 1870

Ignaz Mayer (* 19. Juni oder 19. Oktober 1810 in Ofen, Königreich Ungarn, Kaisertum Österreich; † 31. August 1876 in Linz) war ein oberösterreichischer Landtagsabgeordneter und Handelskammerpräsident sowie Gründer der Linzer Schiffswerft.

## Leben und Wirken
Der Vater des Schiffbauers und Industriellen stammte aus Pulkau, im niederösterreichischen Weinviertel. Ignaz Mayer selbst kam in Ofen zur Welt. In jungen Jahren kam er zur Ausbildung zu einem Verwandten nach Linz, zum Schiffmeister Paul Lüftenegger, nach welchem die Linzer Lüfteneggerstraße benannt ist. Bei Lüftenegger fing der junge Mann als Schiffsschreiber an und übernahm nach dessen Tod gemeinsam mit der Witwe, Anna Lüftenegger, den Betrieb.
1835 heiratete Mayer Susanne Hauck, geborene Schwarz, eine junge Zimmermannswitwe. Diese, die Tochter des Zuckerbäckers Josef Schwarz, brachte als Mitgift das Haus Untere Donaulände 22 an der Brauhauslände mit in die Ehe ein, in welchem das Schiffsgewerbe wurzelte.
Der gelernte Kaufmann Mayer gegenüber war den technischen Entwicklungen dieser Zeit, die vor allem auch das Verkehrswesen betrafen, sehr aufgeschlossen. Nicht nur Modernisierungen in der Schifffahrt, sondern auch der Ausbau des Bahnnetzes waren ihm ein großes Anliegen. So hielt er sich von 1837 bis 1840 in Frankreich, Belgien, den Niederlanden und Großbritannien auf und studierte den modernen Schiffbau. In Linz baute er später Schiffe nach, die er in England gesehen hatte.
Im Alter von 30 Jahren, 1840 errichtete er seine Schiffswerft. Diese war der erste Eisen verarbeitende Betrieb in Linz und die erste bedeutende Werft an der Donau im österreichischen Raum.
Die Leichter war sein erstes eisernes Frachtboot, 35 Meter lang und hatte einen Tiefgang von 2,25 Metern. Sie fuhr am 12. November 1840, beladen mit 200 Tonnen Salz erstmals nach Wien. Im Zeitraum von 1840 bis 1873 wurden in Mayers Werft 252 Schiffe erbaut und er konnte bis zu 556 Arbeiter beschäftigen.
In dieser Zeit, der Monarchie, war das Handelsrecht noch nicht vereinheitlicht. Daher suchte Ignaz Mayer erst 12 Jahre nach der Werftgründung, im Jahr 1852, beim Handelsgericht um Protokollierung seiner Werft an. Diese firmierte zuletzt unter der Eintragung „Ignaz Mayer, Schiffmeister, Rohproduktenhändler und Schiffbauer in Linz“.
Mayer war Vater von fünf Kindern und der älteste Sohn Josef sollte die Firma von ihm übernehmen. Dieser starb jedoch bereits 1873 nach längerer Krankheit im Alter von erst 37 Jahren. Es wurde seitens der Familie die „Linzer Maschinenfabrik und Eisengießerei Ignaz Mayer und Comp.“ gegründet, jedoch veranlassten familiäre, wirtschaftliche und politische Probleme Ignaz Mayer dazu, seine Linzer Schiffswerft an die „Österreichische Baugesellschaft“ zu veräußern.
Nach dem Revolutionsjahr 1848 war Ignaz Mayer 25 Jahre lang liberaler Gemeinderat in Linz, später dann langjähriger Landtags- und Reichsrats-Abgeordneter, weiters Handelskammerpräsident. Der Liberale bekämpfte in seiner Tätigkeit als Wirtschaftsfunktionär die Einmischung führender Kammermitglieder in die Kirchen- und Kulturpolitik. Dieser Zwist löste auch politische Turbulenzen in Form von drei Landtagswahlen in zwei Jahren aus. Bei diesen Zwistigkeiten zog allerdings Mayer den Kürzeren.
Ignaz Mayer starb am 31. August 1876 in Linz.

## Ehrungen
Beim Nachfruf der „Tages-Post“ nach seinem Tod war über den auch sozial eingestellten und hilfsbereiten Unternehmer und Politiker zu lesen: „Was er sagte, das hielt er. Mit Eifer verfolgte er die öffentlichen Angelegenheiten und brachte Ordnung in die Linzer Gemeindefinanzen.“
In Linz wurde 1967 im Stadtteil Lustenau die Ignaz-Mayer-Straße nach ihm benannt. Etwa 1 km südlich der am Winterhafen gelegenen Linzer Schiffswerft verläuft die Ignaz-Mayer-Straße im Gewerbegebiet südlich des Handelshafens von der Pummererstraße zuerst ein Stück in nordnordwestlicher und dann in ostnordöstlicher Richtung zur Saxingerstraße, bis unweit des rechten Donauufers.
Eine Zimmervermietung nennt sich nach dem Straßennamen kurz Ignaz.